# 1971 год в науке
В 1971 году были различные научные и технологические события, некоторые из которых представлены ниже.

## События
- 31 января — программа Аполлон: старт космического корабля «Аполлон-14» с астронавтами на борту.
  - 5 февраля — посадка на Луне «Аполлона-14».
  - 9 февраля — возвращение «Аполлона-14» на Землю.
- 19 мая — на межпланетную траекторию была выведена АМС «Марс-2».
- 21 мая — на межпланетную траекторию была выведена АМС «Марс-3».
- 30 мая — была запущена АМС «Маринер-9».
- 29 июня — при возвращении на Землю спускаемого аппарата корабля «Союз-11» произошла его разгерметизация. Погиб весь экипаж корабля: Георгий Добровольский, Владислав Волков и Виктор Пацаев.
- 4 октября-17 октября — выполнен эксперимент Хафеле — Китинга по проверке теории относительности, продемонстрировавший реальность парадокса близнецов.
- 11 октября — выведена с орбиты станция «Салют-1».
- 3 ноября — вышла первая версия UNIX для PDP-11.
- 14 ноября — американская автоматическая межпланетная станция «Маринер-9» стала первым искусственным спутником Марса.
- 2 декабря — АМС «Марс-3» совершила первую мягкую посадку на Марс.

Без даты:
- В ленинградском отделении издательства «Наука» вышел второй том «Словаря синонимов русского языка» под редакцией Анастасии Петровны Евгеньевой, выпуск этого словаря стал событием в области литературоведения[1].

## Достижения человечества

### Изобретения
- 15 ноября — фирма Intel выпускает свой первый микропроцессор — модель 4004
- Орбитальная станция: орбитальная станция Салют.
- Карманный калькулятор: фирма Sharp.
- Караоке: Дайсуке Иноуэ.

### Новые виды животных
- Животные, описанные в 1971 году

## Награды
Нобелевская премия
- Физика — Деннис Габор — «За изобретение и разработку голографического метода»
- Химия — Герхард Херцберг
- Медицина и физиология — Эрл Уилбур Сазерленд младший

Премия Тьюринга
- Джон Мак-Карти — «Лекция доктора Мак-Карти „Современное состояние исследований по искусственному интеллекту“ освещает состояние дел в области, которая обязана многими существенными успехами его работам»

Премия Бальцана
Большая золотая медаль имени М. В. Ломоносова
- Виктор Амазаспович Амбарцумян — за выдающиеся достижения в области астрономии и астрофизики
- Альвен Ханнес — за выдающиеся достижения в области физики плазмы и астрофизики

Другие награды АН СССР
- Общественные науки:
  - Премия имени Г. В. Плеханова — Михаил Трифонович Иовчук — советский философ и партийный деятель, доктор философских наук, член-корр АН СССР — за работы «Г. В. Плеханов и его труды по истории философии» (1960) и «Ленинизм, философские традиции и современность» (1970)[2]
- Литературоведение:
  - Премия имени А. С. Пушкина — Виктор Владимирович Виноградов — академик АН СССР, директор Института русского языка АН СССР — за цикл исследований: «Язык Пушкина», «Стиль Пушкина», «О языке художественной литературы», «Проблема авторства и теория стилей», «Стилистика. Теория поэтической речи. Поэтика»[1]. Премия присуждена посмертно: Виноградов скончался в 1969 году

## Родились
- 24 февраля — Александр Шнелл (нем. Alexander Schnell), немецкий философ, живёт и работает по большей части во Франции.
- 24 февраля — Дарий Арья, американский археолог.
- 24 февраля — Джош Бернштейн, американский исследователь, эксперт выживания, антрополог и телеведущий.

## Скончались
- 12 апреля — Игорь Евгеньевич Тамм советский физик, лауреат Сталинской премии, лауреат Нобелевской премии по физике (совместно с П. А. Черенковым и И. М. Франком, 1958)
- 17 мая — Пал Гомбас, венгерский физик-теоретик.
- 25 октября — Михаил Кузьмич Янгель советский конструктор ракетно-космических комплексов